# System ciepłowniczy
System ciepłowniczy – sieć ciepłownicza wraz ze współpracującymi z nią urządzeniami lub instalacjami służącymi do wytwarzania lub odbioru ciepła (węzłami cieplnymi i źródłami ciepła). 
Największe na świecie systemy ciepłownicze znajdują się w Moskwie, Kijowie, Warszawie, Hamburgu i w Århus.

## Charakterystyka
Każdy system posiada źródło, czyli miejsce, w którym wytwarzane jest ciepło. Jest ono następnie przekazywane ze źródła (w formie ciepłej wody lub pary wodnej o odpowiedniej temperaturze) do sieci ciepłowniczych przedsiębiorstw zajmujących się jego dostawą do odbiorców – klientów.

## Systemy ciepłownicze w Polsce
W miastach ciepło systemowe do ogrzewania wykorzystuje ok. 60% gospodarstw domowych, a do ogrzewania wody – 43,2%. Na terenach wiejskich do ogrzewania ciepło systemowe wykorzystuje tylko 3,3% gospodarstw domowych, a do ogrzewania wody 2,3%.
W latach 2015–2018 w Polsce funkcjonowało ok. 24 tys. kotłowni (23 871 w 2015 r., 24 145 w 2016 r., 24 553 w 2017 r. i 23 768 w 2018 r.), a długość ciepłowniczej sieci przesyłowej i przyłączy wynosiła ok. 25 tys. km (4 659,0 km w 2015 r., 23 917,8 km w 2016 r., 25 232,2 km w 2017 r. i 25 219,2 km w 2018 r.).
Większość kotłowni – ponad 77,5% oraz sieci ciepłowniczych – 95,1%, zlokalizowanych było na obszarach miast.